# 西御河街道
西御河街道是中华人民共和国四川省成都市青羊区所辖街道，位于青羊区东部。根据2006年的数据，辖区面积1.15平方公里，人口2万。

## 行政区划
西御河街道下辖以下地区：
羊市街社区、东御河社区、西华门社区和五福街社区。

## 官方网站
- 青羊区公众信息网—西御河街道办事处